# A.out
a.out (от assembler output — вывод ассемблера) — формат исполняемых файлов, объектного кода и, позднее, разделяемых библиотек в некоторых (старых) версиях UNIX. Название a.out впервые было использовано Кеном Томпсоном в качестве названия файлов, продуцируемых его ассемблером для PDP-7 в 1968 году.
Впоследствии это название закрепилось за форматом продуцируемых файлов для отличия от других форматов объектных файлов.
Формат a.out использовался в ранних UNIX-системах, и со временем был заменён сперва на COFF в AT&T Unix System V, а тот, в свою очередь, на формат ELF в Unix System V Release 4, который ныне используется в большинстве UNIX- и даже некоторых не UNIX-подобных операционных системах.
Операционные системы семейства BSD использовали a.out в течение некоторого времени. Так, NetBSD/i386 используют ELF-формат начиная с версии 1.5, FreeBSD/i386 — с версии 3.0. Расширенная версия этого формата a.outb использовалась группой BSD-совместимых операционных систем (NetBSD, FreeBSD и OpenBSD). Компилятор NASM может генерировать файлы обоих форматов, если указать ключ -f aout или -f aoutb. [уточнить]
Linux использовал a.out до версии ядра 1.2 (поддержка ELF впервые была добавлена в экспериментальную ветку 1.1.52), а с версии 5.19 более не поддерживается. Потребность перехода Linux на ELF была частично вызвана сложностями сборки разделяемых библиотек в a.out формате на этой платформе, включая необходимость регистрации адресного пространства, в которое библиотека должна была быть загружена, проистекавшая из неспособности компоновщика ld.so для a.out перемещать динамические библиотеки в памяти, в отличие от систем BSD, где использовался более гибкий вариант формата.
Minix 3 перешёл на ELF в версии 3.2.0.
a.out хранит отладочную информацию в формате STABS, который позднее был использован в различных вариантах COFF и ELF.
Компилятор GCC по умолчанию выдаёт файл с именем a.out, если не используется опция -o, но как правило, уже не в этом формате.